# فرانكلين ستابس
فرانكلين ستابس بالإنجليزية: Franklin Stubbs)‏ هو لاعب كرة قاعدة أمريكي، ولد في 21 أكتوبر 1960 في مقاطعة سكوتلاند في الولايات المتحدة.

## وصلات خارجية
- فرانكلين ستابس على موقع دوري كرة القاعدة الرئيسي (الإنجليزية)
- فرانكلين ستابس على موقعبيزبول رفرنس.كوم (الدوري الرئيسي) (الإنجليزية)
- فرانكلين ستابس على موقعبيزبول رفرنس.كوم (الدوري الثانوي) (الإنجليزية)
- فرانكلين ستابس على موقع مشجعي الرسوم البيانية (الإنجليزية)